# Agender
Agender ist eine nichtbinäre Geschlechtsidentität. Sie beschreibt Personen, die sich innerlich als geschlechtslos oder geschlechtsneutral empfinden oder die zum Konzept von Geschlecht keinen Zugang finden und sich folglich keinem Geschlecht zuordnen können oder wollen.

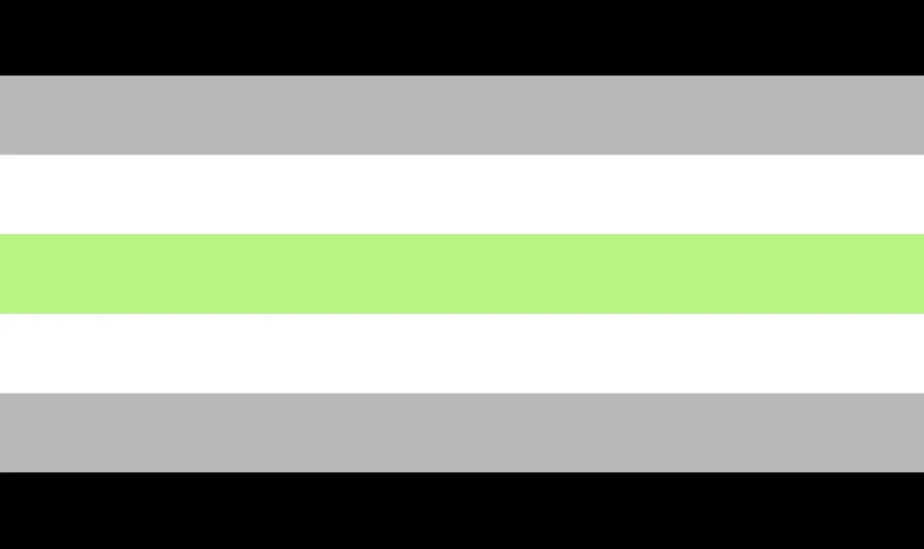
Agender Pride-Flagge
2014 von Salem X entworfen:
schwarz/weiß = Abwesenheit von Geschlecht
grau = partielle Abwesenheit von Geschlecht
grün = Nichtbinarität

## Geschichte
Die erste bekannte Verwendung des Begriffs agender ist zurückzuführen auf eine religionsbezogene Diskussion im UseNet aus dem Jahr 2000. In einem Chatroom namens alt.messianic hatte eine Userin den Begriff verwendet, um Gott zu charakterisieren:

“God is amorphous, agender, [...] so image can’t be a physical or gender or sexual thing.”

„Gott ist formlos, geschlechtslos, [...] also kann [sein] Abbild nicht physischer, geschlechtlicher oder sexueller Natur sein.“

Spätestens seit 2013 ist der Begriff im Bezug auf die Geschlechtsidentität von Menschen in Verwendung. Im Jahr 2015 wurde zudem auf Dictionary.com eine Definition zu agender hinzugefügt.

## Begriff
Generell kann gesagt werden, dass agender sich als nichtbinäre Identität und somit auch Transidentität definieren lässt, wenngleich nicht alle agender Personen sich selbst auch als nichtbinär oder trans einordnen. Zusätzlich kann agender als Überbegriff für eine Vielzahl von Geschlechtsidentitäten verstanden werden, die die totale oder partielle Abwesenheit von Geschlecht implizieren.

### Agenderfluid/Agenderflux
Agenderfluid und agenderflux beschreiben Menschen, deren Geschlechtsidentität nicht statisch ausschließlich agender ist. So kann agender hier vielmehr als der primäre Teil der Geschlechtsidentität verstanden werden; Personen können sich jedoch auch zeitweise mit anderen Identitäten auf dem agender-Spektrum oder gänzlich anderen nichtbinären oder binären Geschlechtsidentitäten identifizieren. Unter agenderfluid wird dabei gemeinhin verstanden, dass die Geschlechtsidentität ausschließlich zwischen Identitäten auf dem agender-Spektrum wechselt, während agenderfluxe Menschen sich stets auch mit einer allogender („nicht agender“) Identität verbunden fühlen, die jedoch nicht statisch ist.

### Gendervoid
Als gendervoid können sich Menschen beschreiben, die keine Geschlechtsidentität besitzen, die jedoch die Abwesenheit des Geschlechts aktiv wahrnehmen. Dieses Gefühl wird zumeist so beschrieben, dass dort, wo eigentlich eine Geschlechtsempfindung wäre, von gendervoiden Personen stattdessen eine Leere (engl. „void“) wahrgenommen wird.

### Libragender
Unter libragender werden Personen verstanden, deren Geschlechtsidentität mehrheitlich als agender beschrieben werden kann, die jedoch eine partielle Verbundenheit mit einem bestimmten Geschlecht wahrnehmen. Anders als bei agenderfluxen Menschen ist dieses Geschlecht im Regelfall statisch.

### Neutrois
Das Label neutrois kann Menschen bezeichnen, die ihre Geschlechtsidentität als neutral oder ungeschlechtlich empfinden. Dieses muss jedoch nicht zwangsläufig mit einer Identifikation als agender einhergehen. Viele neutrois Personen verwenden diesen Begriff, um auszudrücken, dass sie eben nicht ohne Geschlechtsidentität sind, sondern im Gegenteil ein Geschlecht besitzen. Dieses ist in vielen Fällen neutral, jedoch kann auch die Ungeschlechtlichkeit als Geschlecht empfunden werden.

### Polyagender
Polyagender ist eine Form von Multigender („Mehrgeschlechtlichkeit“), bei der Personen sich mit mehreren Geschlechtsidentitäten auf dem agender-Spektrum identifizieren.

## Verbreitung
Angaben darüber, wie verbreitet agender Personen sind, gehen mitunter weit auseinander. So gaben im Rahmen einer Onlineumfrage des Trevor Projects 15 % der nichtbinären Teilnehmenden an, sich als agender zu identifizieren. Befragt wurden hierbei Personen aus den Vereinigten Staaten zwischen 13 und 24 Jahren. Der kanadische Census of Population 2021 kam hingegen zu dem Ergebnis, dass 5,1 % aller nichtbinären Kanadier im Alter von 15 Jahren und älter ihre Geschlechtsidentität als agender definieren. Im selben Jahr gaben im Rahmen des von Cassian Lodge initiierten Gender Census 22,3 % der Befragten agender als ihre Geschlechtsidentität an.